# Мшинская (посёлок)
Мши́нская — посёлок в Лужском районе Ленинградской области. Административный центр Мшинского сельского поселения.

## История
На карте Санкт-Петербургской губернии Ф. Ф. Шуберта 1834 года на месте современного посёлка обозначены Постоялые дворы.
На карте профессора С. С. Куторги 1852 года отмечена деревня Мшинская и при ней Постоялые дворы.

МХИ — деревня Дворцового ведомства, при ручье безымянном, число дворов — 7, число жителей: 27 м. п., 19 ж. п.; Почтовая станция.

МШИНСКАЯ — станция железной дороги при колодцах, число дворов — 3, число жителей: 15 м. п., 6 ж. п. (1862 год)

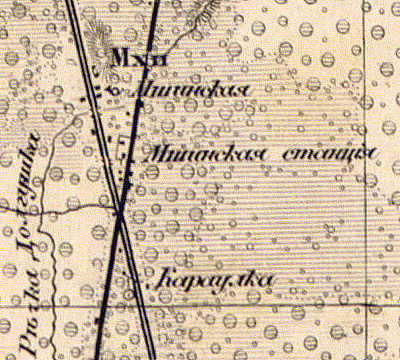
Мшинская на карте 1863 года

Согласно материалам по статистике народного хозяйства Лужского уезда 1891 года, Мшинский участок в 1 версте от станции Мшинская площадью 227 десятин, являлся имением великой княгини Екатерины Михайловны.
В XIX — начале XX века деревня административно относилась к Луговской волости 1-го стана Лужского уезда Санкт-Петербургской губернии.
По данным «Памятной книжки Санкт-Петербургской губернии» за 1905 год деревня Мхи входила в состав Сорочинского сельского общества, в ней жил полицейский урядник.
В деревне работал смоляной завод, он выпускал древесный уголь, дёготь, скипидар, смолу и колёсную мазь. В посёлке при станции работал кирпичный завод.
С 1917 по 1926 год деревня Мхи и посёлок при станции Мшинская входили в состав Сорочинского сельсовета Луговской волости Лужского уезда.
С 1926 по 1927 год — в состав Сорочинского сельсовета Толмачёвской волости.
С 1927 по 1928 год — в состав Сорочинского сельсовета Лужского района.
С 1928 года — в состав Пехенецкого сельсовета Лужского, а с 1932 по 1959 год — Красногвардейского (Гатчинского) района.
В 1930 году в деревне был организован колхоз имени 9-го съезда ВЛКСМ. В посёлке работал деревообрабатывающий завод и смолокуренный завод «Лесохимик».
По данным 1933 года деревня Мхи входила в состав Пехенецкого сельсовета Красногвардейского района. В сельсовете было 6 населённых пунктов, общей численностью населения 1763 человек, центром сельсовета была деревня Владычкино.
По данным 1936 года в состав Пехенецкого сельсовета входили 6 населённых пунктов, 261 хозяйство и 6 колхозов. Центром сельсовета была деревня Мхи.
4 ноября 1941 года в деревне в сражении с фашистами пал партизанский отряд братьев Полейко, в состав которого входила Антонина Петрова (позднее ей было присвоено звание героя Советского Союза). Деревня и посёлок при станции были освобождены от немецко-фашистских оккупантов 4 февраля 1944 года. При отступлении немцы сожгли весь посёлок, нетронутым остался один дом.
В 1958 году население посёлка составляло 2320 человек.
В июле 1959 года деревня Мхи и посёлок при станции Мшинская были переданы в состав Мшинского сельсовета Гатчинского района.
В феврале 1963 года — в состав Лужского района.
По данным 1966 и 1973 годов существовал только посёлок, который назывался Мшинская и являлся административным центром Мшинского сельсовета Лужского района.
По данным 1990 года в посёлке Мшинская проживал 1431 человек. Посёлок являлся административным центром Мшинского сельсовета в который входил 21 населённый пункт: деревни Беково, Большая Дивенка, Большая Ящера, Владычкино, Кемск, Кузнецово, Липово, Луги, Лужки, Малая Ящера, Низовка, Низовская, Парушино, Пехенец, Покровка, Селище, Сорочкино, Тозырево, Чернецово; посёлки Красный Маяк, Мшинская, общей численностью населения 3929 человек.
В 1997 году в посёлке Мшинская Мшинской волости проживали 1170 человек, в 2002 году — 1441 человек (русские — 91 %).
В 1998 году в посёлке проходила «Российская Радуга» — всероссийская встреча хиппи.
В 2007 году в посёлке Мшинская Мшинского СП — 1140.

## География
Посёлок расположен в северной части района на автодороге Р23 «Псков» (E 95, Санкт-Петербург — граница с Белоруссией).
Расстояние до районного центра — 35 км.
В центре посёлка находится железнодорожная станция Мшинская.

## Демография
| 1862 | 2007  | 2010  | 2017  |
| ---- | ----- | ----- | ----- |
| 67   | ↗1140 | ↘1081 | ↗1170 |

## Инфраструктура
В посёлке находятся: школа, отделение почтовой связи № 188268, амбулатория и ФАП (филиал Лужской межрайонной больницы), аптека, администрация сельского поселения, МФЦ, продуктовые магазины. Ближайший детский сад находится в деревне Пехенец.

## Достопримечательности
- Церковь Иоанна Богослова (2004)[23]
- Храм-часовня Покрова Пресвятой Богородицы (2005)[24]
- Церковь Успения Пресвятой Богородицы[25]

## Общественный транспорт
Действуют пригородные (№ 101 Мшинская — Речка, № 102 Мшинская — Ленинская дорога / Рынок, № 123 Мшинская — Луга, № 128 Мшинская — Пехенец, № 129 Мшинская — Красный Маяк) и междугородний (№ 844 Луга — Балтийский вокзал (Санкт-Петербург)) автобусные маршруты.
Железнодорожная станция Мшинская.

## Улицы
Артиллерии, Боровая, Вокзальная, Заречная, Комсомольская, Кордон Караулка, Ленинградское шоссе, Лесная, Лесной переулок, Лесная, Луговая, Малая Железнодорожная, Малая Ленинградская, Маяковская, Новая, Пионерская, Полевая, Пролетарская, Разъезжая, Советская, Советских воинов, Транспортная, Школьная.